# 즈불룬 지파

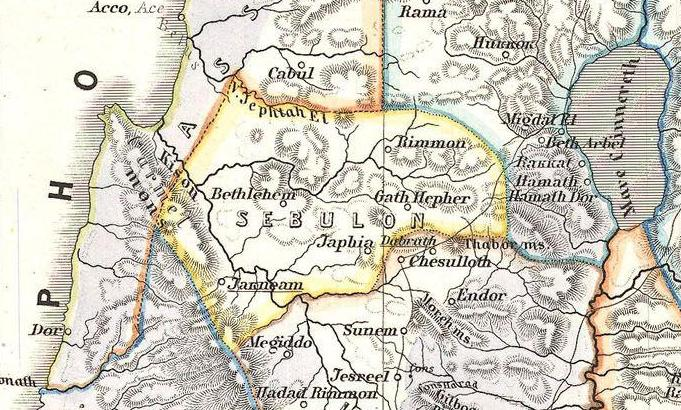
1865년에 제작된 즈불룬 지파의 지도.

즈불룬 지파(공동번역성서, 로마 가톨릭교회), 또는 스불론 지파(개역개정)(히브리어: זְבֻלוּן/זְבוּלֻן/זְבוּלוּן‎, 현대 히브리어: Zəvūlūn, 티베리아 히브리어: Zeḇūlūn)는 이스라엘의 열두 지파 중 한 지파이다. 야곱과 레아의 막내 아들인 즈불룬의 후손으로 전해진다.
여호수아가 이끄는 이스라엘 민족의 가나안 정복 후에 가나안 땅이 열두 지파에게 분배될 때, 즈불룬 지파의 땅은 갈릴래아 남단에 위치하여 동쪽으로 갈릴래아호에 닿고, 서쪽으로는 지중해가, 남쪽으로는 이싸갈 지파가, 북쪽으로는 아셀 지파와 납달리 지파의 땅에 닿았다고 전한다.

## 기원
구약성경은 야곱과 레아의 막내아들인 즈불룬의 후손들이 즈불룬 지파가 되었다고 기록한다. 그러나 역사학자들은 이것이 사실을 기록했다기 보다, 후대에 즈불룬 지파 사람들이 자신들의 기원을 떠올리며 가상의 인물 즈불룬을 만들어낸 것이라고 해석한다. 또한 이들을 포함해 레아의 후손이라고 기록된 이스라엘 지파들이 과거 레아라는 모권 사회의 일부였을 가능성을 제시하기도 한다.

## 특징
판관기 5장에 기록된 드보라의 노래는 즈불룬 지파에서 "대장군의 지팡이를 잡은 자들이 내려왔도다"라고 기록한다. 이때 '대장군의 지팡이'는 원어상 아시리아인의 기록에서 등장하는 일종의 펜으로, 파피루스나 점토판에 뭔가를 기록하는데 사용하는 도구로, 율법을 제정하는 이들을 상징하는 물건이다. 따라서 유대교 전승에서는 소위 학자들의 지파로도 알려진 이싸갈 지파와 즈불룬 지파가 서로 친밀한 공생관계였다는 이야기도 전해져 내려온다. 이 이야기에 따르면 이싸갈 지파에서 토라를 연구하는 등의 학문적 활동을 할 때 즈불룬이 재정적인 지원을 주고 토라에 대한 지식을 공유받았다는 것이다. 유대교 안에서는 내세의 것을 값을 주고 거래할 수 있는지에 대해 상반되는 의견이 공존하는데, 이싸갈과 즈불룬의 공생관계의 존재성을 서로 다르게 해석하기도 한다.

## 역할
출애굽기 2년차에 실시되었다고 전해지는 시나이반도에서의 인구조사에서 즈불룬 지파는 57,400명의 병력을 보유하고 있었다. 즈불룬 지파의 군대는 헤론의 아들 엘리압의 지휘 아래 유다 지파와 이싸갈 지파와 함께 정주할 때는 성막 동편에 진을 치고, 행군할 때는 선두에 섰다. 모세가 가나안에 보낸 정탐꾼 중에는 소디의 아들 갓디엘이 즈불론 지파 소속이었다.
모압의 싯딤에서 24,000명의 남성이 그들의 범죄함으로 사망한 뒤 실시한 인구조사에서, 즈불룬 지파는 60,500명의 병력을 보유하고 있었다. 이후 각 지파가 기업으로 받을 땅을 분할받을 때 즈불룬 지파에서는 바르낙의 아들 엘리사반이 그 역할을 수행했다.
여호수아기에서는 특별히 언급되지 않는다. 판관기에서는 하솔 야빈왕의 군대 지휘관인 시스라와의 전투에서 납달리 지파와 함께 바락의 지휘를 받아 전쟁에 참여했다고 전해진다. 드보라의 노래에서 즈불룬 지파는 죽음을 무릅쓰지 않고 들의 높은 곳을 쟁취했다고 전해진다. "대장군의 지팡이를 잡은 자"들이 내려왔다고도 하는데 이는 원어상 기록하는 도구를 들고 내려온 것이어서, 병사를 모집하거나 관리하는 장교들의 기능을 수행했다고 보기도 한다.
기드온의 부름에 응답하여 미디안을 공격하기도 하고, 10년간 판관직을 수행한 엘론을 배출하기도 했다. 다윗을 따라 싸울 사람들이 헤브론으로 올라왔을 때, "두 마음을 품지 아니하고" 무장한 채 올라온 즈불룬 지파의 병력이 오만명이었다. 이들은 다른 병사들을 위해 마실 것과 고기를 준비해왔다. 히즈키야가 아버지 아하즈의 악행으로부터 벗어나 유월절을 새로이 지키고자 이스라엘 백성들에게 파발을 보냈을 때 즈불론 지파에서 사람들이 참석하기도 했다.

## 같이 보기
- 즈불룬
- 이싸갈 지파